# Комедия давно минувших дней
«Коме́дия давно́ мину́вших дней» — советская приключенческая комедия 1980 года режиссёра Юрия Кушнерёва. В современной кинокритике получил название «советский кроссовер», где были применены многочисленные камео актёров и персонажей.
В фильме используются фрагменты фильмов 1920-х и 1930-х годов.
Юмористическое определение жанра фильма в его титрах:

Старо-новый

звуко-немой

чёрно-бело-цветной

фильм

## Сюжет
Фильм начинается с титров:

Чарли Чаплин

Гарольд Ллойд

Бестер Кейтон

Юрий Никулин

в картине НЕ участвуют

Упоминание Никулина подготавливает зрителя к тому, что из классической троицы в фильме присутствуют только Трус и Бывалый в исполнении Георгия Вицина и Евгения Моргунова.
Фильм начинается с того, что Бывалый и Трус привозят в ломбард огромные настенные часы. Бывалый идёт с ними в ломбард, а тем временем Труса подзывает из окна соседнего дома какая-то старушка, которая рассказывает, что её покойный муж спрятал 1 миллион рублей золотом в каком-то старом доме. Этот дом показали в какой-то чёрно-белой кинокомедии, а в какой — бабушка не знает, но она даёт Трусу фотографию этого дома.
Разговор случайно подслушивает Киса Воробьянинов (Сергей Филиппов), который только что заложил свою вторую запонку в ломбарде. Затем, подобно Паниковскому из «Золотого телёнка», он притворяется слепым, крадёт у Труса фотографию и показывает её Остапу Бендеру (Арчил Гомиашвили), который разъезжает на роскошном автомобиле (точнее, на Ford Custom 500). Начинается охота за сокровищами, которую параллельно ведут Остап с Кисой и отстающие от них на шаг Трус с Бывалым. Те и другие попадают на киносимпозиум, где просматривают отрывки из старых немых фильмов. Тут Бендера и Воробьянинова настигают Трус и Бывалый и вынуждают вернуть им фотографию. Однако оказалось, что Остап уже успел сделать копию.
Просмотрев всевозможные немые комедии 20-х и звуковые комедии 30-х годов, герои так и не находят в них нужного дома, однако узнают, что такой дом может быть в комедии «Весёлый немой», которую должны вот-вот подвезти. Трус с Бывалым угоняют машину, в которой везут киноленту, однако их настигают Остап и Киса, и все четверо вынуждены объединиться. Как выяснилось, не зря: один Остап узнаёт расположение показанного в киноленте дома. Он расположен в хорошо знакомом великому комбинатору городе Черноморске. Остап ностальгически вспоминает свои приключения в этом городе, описанные в «Золотом телёнке», и все четверо едут в аэропорт и летят в Черноморск. Однако там повторяется концовка «Двенадцати стульев»: к моменту их приезда дом уже снесён, сокровища найдены и пущены на строительство кинотеатра. Тут Трус проговаривается, что на самом деле старушка дала ему две фотографии — на второй изображён ещё один дом, расположение которого также неизвестно, но известно, что в нём спрятано 2 миллиона рублей. Кроме того, этот дом был снят «в какой-то цветной кинокомедии».

## В ролях
- Арчил Гомиашвили — Остап Ибрагимович Бендер (озвучил Юрий Саранцев)
- Сергей Филиппов — Ипполит Матвеевич (Киса) Воробьянинов / лектор Никадилов
- Евгений Моргунов — Бывалый
- Георгий Вицин — Трус
- Елизавета Никищихина — Зинаида, ассистент режиссёра
- Владимир Грамматиков — Владимир Александрович, режиссёр фильма-монтажа
- Георгий Георгиу — председатель киносимпозиума
- Анатолий Веденкин — шофёр киноархивной машины
- Владимир Пожидаев — охранник киноархива
- Герман Качин — прохожий в морской фуражке на улице Черноморска
- Ян Янакиев — Николай Михайлович, член президиума киносимпозиума

## Фрагменты других фильмов
В фильме использовались фрагменты лент:
- «Когда пробуждаются мёртвые»,
- «Девушка с коробкой»,
- «Галоша № 18»,
- «Закройщик из Торжка»,
- «Моя бабушка»,
- «Процесс о трёх миллионах»,
- «Счастье»,
- «Поцелуй Мэри Пикфорд»,
- «Весёлые ребята»,
- «Запоздалый жених»,
- «Подкидыш»,
- «Трактористы»,
- «Свинарка и пастух»,
- «Волга, Волга»,
- «Приключения Корзинкиной»,
- «Антон Иванович сердится»,
- «Цирк».